# Luys de Narváez
Luis de Narváez (Granada, 1500 – 1555/1560) è stato un compositore spagnolo, principalmente di musica polifonica vocale e soltanto di poche musiche per vihuela, per le quali è più conosciuto al giorno d'oggi. La vihuela era uno strumento a corde pizzicate, fiorito principalmente in Spagna dal XV al XVII secolo, simile alla moderna chitarra, accordato come un liuto e molto diffuso in Spagna, dove prese il posto dello stesso liuto.

## Biografia

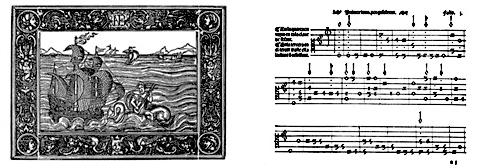
Los seys libros del Delphin

Il suo nome appare per la prima volta quale membro del seguito del comendador mayor de León e segretario di Stato di Carlo I, Francisco de los Cobos y Molina, al quale egli dedica il suo trattato principale, intitolato Los seys libros del Delphin de música de cifra para tañer vihuela, risalente al 1538. Tra il 1539 e il 1540 è al servizio dei duchi di Medina-Sidonia. Nel 1548 Narváez era al servizio del principe Filippo in qualità di direttore del coro di voci bianche della Cappella di Filippo, al seguito del quale si recò in Italia e Nord Europa. 
Los seys libros del Delphin de música de cifra para tañer vihuela sono dei volumi di intavolature, pubblicati a Valladolid nel 1538. L'intavolatura era uno spartito musicale nel quale erano inserite, a mezzo di simboli, tutte le informazioni necessarie all'esecuzione della musica, normalmente relative ad un particolare strumento, in questo caso la vihuela. La raccolta comprende un notevole numero di fantasie sul modello Italiano, romanze, villancicos e (variazioni) su canzoni già familiari ai suoi ascoltatori, quali Guárdame las vacas, così come la prima trascrizione per vihuela mai pubblicata di canzoni polifoniche.
I suoi pezzi più conosciuti sono le trascrizioni di opere di Josquin Des Prez, la canzone a quattro voci Mille regretz, conosciuta anche come La Canción del Emperador (era fra le preferite di  Carlo V), che mantiene una notevole fedeltà all'originale, e per le canzoni Paseavase el rey Moro con l'accompagnamento della vihuela. Due dei suoi mottetti furono pubblicati a Lione in Francia nel 1539 e 1543.
A seguito della riscoperta dell'antica arte della vihuela nel XX secolo, Emilio Pujol rieditò il volume di Narváez (1945) per la serie  Monumentos de la música española (Monumenti della musica spagnola).